# Línea 519A (Bahía Blanca)
La Línea 519A es una línea de colectivos de Bahía Blanca, es operado por la empresa Bahía Transporte SAPEM

## Recorrido
- Troncal: Paraje Don Ramiro, Ruta 35, Don Bosco, Juan Molina, Estomba, Rodríguez, Mitre, H. Yrigoyen, Fuerte Argentino, Av. Cabrera hasta Pilmaiquén. Regresa por Av. Cabrera, Sarmiento, Moreno, Vieytes, Bravard, Sixto Laspiur, Charlone, Bolivia, Brasil, Don Bosco, Ruta 35 hasta Paraje Don Ramiro.
- Ramal Aldea Romana: desde Pilmaiquén y Av. Cabrera, por ésta hasta Dr. Ramón Carrillo, Sarmiento, Hugo Acuña, Av. Cabrera, H. Yrigoyen, Salliqueló, Sarratea, Juan Cortalezzi, Bermúdez, Salliqueló, 14 de Julio, Chequén, Huemul, Pilmaiquén hasta Cabrera
- Rondin:De Ruta 35 y C. Ledesma hacia Chañares / Bordeu-A Ruta 35 y C. Ledesma